# Стадион Динамо Букурешт
Стадион Динамо Букурешт (рум. Stadionul Dinamo Bucureşti) је вишенаменски стадион у Букурешту, Румунија. Тренутно се највише користи за фудбалске утакмице, а домаћи терен је за Динамо Букурешт.

## Историја
Стадион је изграђен 1952. Године 2001. инсталирани су рефлектори, а 2006. било је велико реновирање стадиона, проширен је ВИП део, Трибина 2, додата нова седишта, као и нови семафор. Међутим, због недостатка средстава, реновирање је завршено тек 2007.
Енглеске дневне новине „The Times“, у августу 2009, уврстио је овај стадион међу десет најлепших на свету.